# Madame Sans-Gêne (téléfilm, 2002)
Pour les articles homonymes, voir Madame Sans-Gêne (homonymie).
Madame Sans-Gêne est un téléfilm français réalisé par Philippe de Broca en 2001 et diffusé pour la première fois sur une chaîne de télévision le 11 février 2002. Il dure 90 minutes.

## Synopsis
1809 : Lors de la bataille de Wagram, l'épouse du maréchal Lefebvre, à laquelle ses manières familières ont valu le surnom de « Madame Sans-Gêne », améliore le quotidien des soldats en exerçant son ancien métier de blanchisseuse sur la ligne de front. 
Prise dans un guet-apens par les Autrichiens, elle est sauvée grâce à l'intervention du ténébreux colonel Neipperg. 
1810 : Napoléon est sur le point de s'unir à Marie-Louise. Redoutant les incartades et les leçons de morale de la maréchale Lefebvre, l'empereur demande à son mari de la tenir à l'écart des cérémonies du mariage. Il ignore que la bouillante jeune femme a reçu une invitation personnelle de l'ambassade d'Autriche...

## Fiche technique
- Réalisateur : Philippe de Broca
- Scénario : Édouard Molinaro, Jean-Louis Benoît, Pierre Fabre, d'après la pièce de Victorien Sardou
- Musique : Alexandre Desplat
- Image : Yves Lafaye
- Son : Alain Sempé
- Date de diffusion : 11 février 2002

## Distribution
- Mathilde Seigner : Madame Sans-Gêne
- Bruno Solo : Napoléon
- Bruno Slagmulder : Lefèbvre
- Philippe Volter : Fouché
- Clément Sibony : Neipperg
- Julie Delarme : Marie-Louise
- Danièle Lebrun : Letizia Bonaparte
- Gwendoline Hamon : Pauline
- Alexandra Mercouroff : Caroline
- Laurent Zimmermann : Roustan
- Christine Citti : Sophie
- Till Bahlmann : Lambert